# روبين دوس سانتوس
روبين دوس سانتوس (بالإسبانية: Rubén dos Santos)‏ هو لاعب كرة قدم أوروغواياني، ولد في 16 نوفمبر 1969 في مونتفيدو في الأوروغواي. شارك مع منتخب الأوروغواي لكرة القدم. أما مع النوادي، فقد لعب مع أوليمبيا أسونسيون وبنيارول وبيلا فيستا وديبورتيفو كالي وديفينسور سبورتينغ.

## وصلات خارجية
- روبين دوس سانتوس على موقع الاتحاد الدولي (مؤرشف)  (الإنجليزية)
- روبين دوس سانتوس على موقع قاعدة بيانات كرة القدم.إي يو (الإنجليزية)
- روبين دوس سانتوس على موقع ناشيونال فوتبول تيمز (الإنجليزية)